# Callionymus bairdi
Callionymus bairdi är en fiskart som beskrevs av Jordan, 1888. Callionymus bairdi ingår i släktet Callionymus och familjen sjökocksfiskar. IUCN kategoriserar arten globalt som akut hotad. Inga underarter finns listade.